# Mary Burns, Fugitive
Mary Burns, Fugitive é um filme estadunidense de 1935, do gênero policial, dirigido por William K. Howard. Sylvia Sidney outra vez interpreta a vítima sofredora neste elogiado thriller, mas quem rouba a cena é Alan Baxter, como o gângster marido da heroína.
Segundo A. C. Gomes de Mattos, a iluminação é "germânica".

## Sinopse
Mary Burns, proprietária de uma cafeteria, casa-se com o Don 'Babe' Wilson, sem saber que ele é um gângster. As circunstâncias acabam fazendo com que ela seja presa e condenada por crimes cometidos pelo marido. O amigo Barton Powell pouco pode fazer para ajudá-la, pois está preso à cama por causa de um ferimento, mas o detetive Harper permite que ela fuja da prisão. Ele espera, assim, chegar até 'Babe' Wilson e prendê-lo.

## Elenco
| Ator/Atriz     | Personagem        |
| -------------- | ----------------- |
| Sylvia Sidney  | Mary Burns        |
| Melvyn Douglas | Barton Powell     |
| Alan Baxter    | Don 'Babe' Wilson |
| Pert Kelton    | Goldie Gordon     |
| Wallace Ford   | Detetive Harper   |
| Brian Donlevy  | Spike             |
| Esther Dale    | Kate              |
| Frank Sully    | Steve             |